# Stinnett, Texas
Stinnett là một thành phố thuộc quận Hutchinson, tiểu bang Texas, Hoa Kỳ. Năm 2010, dân số của thành phố này là 1881 người.

## Dân số
- Dân số năm 2000: 1936 người.
- Dân số năm 2010: 1881 người.